# Санта Луча (Пистоја)
Санта Луча је насеље у Италији у округу Пистоја, региону Тоскана.
Према процени из 2011. у насељу је живело 3985 становника. Насеље се налази на надморској висини од 46 м.